# نشان مار
نشان مار (رومانیایی: Semnul șarpelui) یک فیلم درام رومانیایی به کارگردانی میرچئا ورویو است که در سال ۱۹۸۲ منتشر شد.

## بازیگران
- میرچئا دیاکونو
- دینو مانولاکه
- لئوپولدینا بالانوتسا
- اوویدیو یولیو مولدوان
- دورل ویشان
- میرچئا آلبولسکو
- کوستل کنستانتین
- والنتین تئودوسیو
- آریستیده تیکا
- لومینیتسا گئورگیو
- دورینا لازار
- رُدیکا مانداکه